# Drax - Kẻ hủy diệt
Drax - Kẻ hủy diệt (Arthur Douglas) là một nhân vật hư cấu xuất hiện trong truyện tranh Mỹ được xuất bản bởi Marvel Comics. Được tạo ra bởi Jim Starlin, nhân vật này lần đầu tiên xuất hiện trong The Invincible Iron Man # 55 (tháng 2 năm 1973).
Nguồn gốc của nhân vật này: tất cả thành viên trong gia đình của Arther Douglas đã bị tấn công và giết chết bởi Thanos. Nhận thấy cần một siêu anh hùng đủ mạnh mẽ để đối đầu với tên titan điên này, Kronos đã lấy linh hồn của Arthur để đặt vào một cơ thể mới với sức mạnh vượt trội hơn, và Kẻ hủy diệt Drax được tạo thành. Sức mạnh của Drax bao gồm: sức mạnh vật lí, khả năng phục hồi, bay và bắn ra luồng năng lượng từ hai tay. Nhân vật này thường xuyên đối đầu với Thanos, hay thỉnh thoảng với Captain Marvel và Adam Warlock. Hắn cũng là một thành viên của nhóm Infinity Watch.
Năm 2004, nhân vật này mất đi khả năng bay, phục hồi, một phần sức mạnh cũng như khả năng bắn ra luồng năng lượng. Phiên bản này có ý nghĩa trong crossover giữa hai đầu truyện là "Annihilation" và "Annihiltion: Conquest", và phiên bản cũng trở thành một thành viên của nhóm Vệ binh dải Ngân Hà.
Drax xuất hiện trong nhiều ấn phẩm của Marvel, bao gồm loạt phim hoạt hình truyền hình, đồ chơi mô hình và trò chơi video. Dave Bautista thủ vai Drax trong các bộ phim thuộc Vũ trụ điện ảnh Marvel bao gồm: Vệ binh dải Ngân hà (2014), Vệ binh dải Ngân Hà 2 (2017), Avengers: Cuộc chiến vô cực (2018) và Avengers: Hồi kết(2019).

## Lịch sử xuất bản
Drax lần đầu tiên xuất hiện trong The Invincible Iron Man # 55 (tháng 2 năm 1973) và được tạo ra bởi Jim Starlin với sự cộng tác của nhà văn Mike Friedrich. Drax thường xuất hiện trong Captain Marvel, bắt đầu với ấn phẩm # 27 (tháng 7 năm 1973). Hắn cũng xuất hiện trong Warlock # 10 (tháng 12 năm 1975), Iron Man # 88 (tháng 7 năm 1976), Warlock # 15 (tháng 11 năm 1976), Cuộc chạy của Logan # 6 (tháng 6 năm 1977), Thor # 314 (tháng 12 năm 1981) và Avengers # 219 (Tháng 5 năm 1982), trước khi bị Moondragon giết trong Avengers # 220 (tháng 6 năm 1982).
Starlin đã hồi sinh Drax trong Silver Surfer vol 3 # 35 (1990) và anh ta có vai trò định kỳ cho đến khi phát hành 50. Sau khi xuất hiện trong The Infinity Gauntlet # 1-6 (1991), anh ấy đã xuất hiện trong Warlock và Infinity Watch # 1 42 (1992-1995) với tư cách là thành viên của nhóm danh hiệu, Đồng hồ vô cực . Nhân vật xuất hiện trở lại trong Warlock vol. 3 # 1-4 (1998-1999) và Captain Marvel vol. 4 # 4-6 (2001).
Drax đã nhận được 4 miniseries cùng tên vào năm 2004 và là một nhân vật chính trong Annihilation: Nova # 1-4 (2005) và Annihilation # 1-6 (2006). Sau khi xuất hiện tiếp theo trong Nova vol 4 # 4-7 (2007) và cốt truyện " Annihilation: Conquest " năm 2008 , anh đã xuất hiện với tư cách là thành viên trong nhóm phát hành lại năm 2008 của Guardians of the Galaxy , và xuất hiện trong loạt 25 vấn đề cùng tên. Nhân vật này có một vai nhỏ trong The Thanos Imperative # 1(2010), trong đó anh ta bị giết.
Nhân vật này xuất hiện trở lại trong Avengers Assemble số 4-8 (tháng 6, tháng 10 năm 2012), không liên quan đến cái chết của anh ta. Anh sẽ đóng vai chính trong Guardians of the Galaxy vol. 3, một phần của Marvel NOW! khởi động lại 

## Tiểu sử nhân vật hư cấu

### Sáng tạo và đầu đời
Khi đang lái xe qua sa mạc cùng vợ và con gái, chiếc xe của Arthur Douglas bị tàu vũ trụ điều khiển bởi Thanos , người cho rằng con người đã nhìn thấy anh ta.  Con gái của ông, Heather, sống sót sau vụ tai nạn và được cha của Thanos, Mentor nhận nuôi và nuôi dưỡng trên Titan . Cô sau này trở thành Moondragon . 

Drax (trái) trên trang bìa của Captain Marvel # 58 (tháng 9 năm 1978). Nghệ thuật của Dave Cockrum.

Cần một nhà vô địch để chống lại mối đe dọa từ Thanos, Mentor và thần Titan Kronos bắt giữ linh hồn của Douglas và đặt nó trong một cơ thể mới đầy sức mạnh. Anh ta được đặt tên lại là "Drax the Kẻ hủy diệt", và mục đích duy nhất của anh ta là giết Thanos. Với Iron Man , Drax chiến đấu với Thanos và Blood Brothers ,  nhưng Thanos trốn thoát. Trong khi cố gắng ngăn Thanos lấy Khối vũ trụ ,  ức của Drax được khôi phục lại cho anh ta.  Sau khi thấy Captain Marvel đánh bại Thanos,  Drax tấn công Captain Marvel, vì đã cướp đi mục đích của anh ta. Drax lang thang không gian trong sự suy ngẫm nghiệt ngã, tìm kiếm một Thanos được hồi sinh. Vào thời điểm anh ta biết rằng Thanos đã tự mình tái cấu trúc, Thanos một lần nữa bị hủy diệt trong trận chiến với Captain Marvel, Avengers và Adam Warlock .  Bên cạnh Captain Marvel, Drax chiến đấu với ISAAC , Stellarax, Lord Gaea, Elysius và Chaos. 
Một thời gian sau, Drax, bị chiếm hữu bởi một thực thể ngoài hành tinh, chiến đấu với con gái của mình là Moondragon và siêu anh hùng Thor . Sau khi Drax hồi phục, anh và Moondragon hành trình xuyên không gian để tìm kiếm kiến thức.  Cuối cùng, họ đến hành tinh Ba-Banis, một thế giới của người ngoài hành tinh hình người bị bắt trong một cuộc nội chiến rộng lớn. Moondragon sử dụng sức mạnh tinh thần của mình để dập tắt cuộc xung đột và sau đó quyết định tự mình trở thành nữ thần của thế giới. Drax nhận ra rằng tham vọng của cô là không biết gì và vì vậy gửi con tàu của họ đến Trái đất với thông điệp đau khổ ba chiều. Nhóm Avengers đáp lại và khám phá thế giới tĩnh lặng của Moondragon. Được giải thoát bởi Avengers khỏi sự thống trị về tinh thần của con gái mình, Drax tiến về phía cô, tìm cách chấm dứt mối đe dọa của cô. Để ngăn chặn anh ta, Moondragon tinh thần buộc tinh chất sống của Drax phải rời bỏ cơ thể nhân tạo của anh ta. 